# 松井薫
松井 薫（まつい かおる、1971年4月24日 - ）は、国士舘大学体育学部出身のプロスポーツトレーナー、パーソナルトレーナー。柔道整復師（国家資格）。体育学士。
国士舘大学理工学部理工学科健康医工学系講師。国士舘大学理工学研究所特別研究員。陸上自衛隊体育教官。東京都渋谷区神宮前・表参道、港区南青山プロスポーツトレーナーチーム「ウェルネスガーディアンズ」創設者。乃木坂「M.PD.Lab.」主宰。パーソナルトレーナー専門の国際ライセンス・資格付与協会「NESTA」日本支部（NESTA JAPAN）設立参画理事。日本トレーニング科学会:正学会員。日本抗加齢医学会:正学会員。日本心臓リハビリテーション学会:正学会員。「介護予防運動指導員養成講座」選任講師。
講道館柔道二段。東京オープンボディビル選手権大会70キログラム級にて3位入賞。1級小型船舶操縦士。

## 来歴
神奈川県生まれ（埼玉県生まれとも）。幼少より俊足として知られ、中学時代には陸上選手として埼玉県大会に出場。（参考：100m走:11秒フラット。1500m走:4分台。野球:東都大学野球1部リーグまで経験。）
小学生の時に、柔道と野球という激しいスポーツの影響から第五腰椎椎間板ヘルニアと腰椎分離症を発症。腰痛克服のトレーニング方法を証明することと、効果的なダイエット方法を自分自身の体で証明する為に5か月で21kgの減量に成功し、ボディビル選手権大会に出場。70kg級にて3位入賞を果たす。
国士舘大学体育学部体育学科卒業後、スポーツトレーナーとなるため東京都港区南青山のリビエラスポーツクラブに就職。10年以上勤務したのち、東京都千代田区平河町にパーソナルトレーニング専門のフィットネスジムを立ち上げる。現在は、東京都内の表参道・明治神宮前・青山を拠点にパーソナルトレーナー、スポーツトレーナーとして活動するだけでなく、国士舘大学での非常勤講師、国士舘大学理工学研究所特別研究員、および全国の市町村や企業の主催による健康セミナー・講演会で講師として「正しい カラダ学」などの講演活動をしている。2014年に日本医学柔整鍼灸専門学校を卒業。医療系の国家資格である柔道整復師の国家試験に合格し免許を取得して、医学的根拠（エビデンス）に基づく「メディカルフィットネス」（医療とトレーニングの融合）を掲げ、松井薫のジム＆整骨院「乃木坂 Matsui Physical Design Lab.」において、しっかりした理論と技術に裏打ちされたカラダ作りから治療の分野に至るまでのスポーツ医科学パーソナルトレーニングを実施中。
「ホリスティック整体パートナーストレッチ法」が、健康専門雑誌「MUSCLE&FITNESS」にも掲載されるなどした。パートナーストレッチセミナーも定期的に開催している。
日本テレビの健康情報番組「ミラクル☆シェイプ」では、安田大サーカス団長のボディデザイナーを担当し、団長の外見を一か月で変えただけでなく、アスリートとしての実践的な運動能力を引き出した。
また、パーソナルトレーナー専門の資格付与協会の理事として後進の育成にも力を入れており、各種 スポーツトレーナーコース の講師を務めて数多くの有名パーソナルトレーナーやカリスマトレーナーを世に送り出している。
任天堂から発売されたフィットネスソフト『Wii Fit』『Wii Fit Plus』『リングフィット アドベンチャー』では、収録されている各種トレーニングの監修を行っている。
岩原文彦体育科学博士(アテネオリンピック等にて「水泳日本」に携わった日本体育大学教授、元JISS職員)と国士舘大学体育学部の同期であり親交が深い。

## 監修著書
- 5秒腹筋 劇的腹やせトレーニング（西東社）
- 世界一効く下半身ダイエット 科学的に一番やせる5秒筋トレ（PHP研究所）
- 寝たままラクやせ！ 足パカ ダイエット おなかが締まり、太ももにすき間ができた！（学研プラス）
- 5秒トレで燃えよ! 内臓脂肪（宝島社）
- 続かないあなたのための やせる5秒筋トレ（山と渓谷社）
- からだと脳の究極の1分トレーニング（七つ森書館）
- 「お腹やせの科学」 脳をだまして効率よく腹筋を鍛える (光文社新書)
- 立ったままで「５秒腹筋」体を動かさずにお腹が凹む！（永岡書店）
- １０歳若返りストレッチ（メディアファクトリー）
- １回５秒でお腹が凹むスクイーズトレーニング「ひねる体操」（永岡書店）
- ただジム（泰文堂）
- きれいになるボディメンテナンス（西東社）
- カラダをひねって即効ラクやせ―1回5秒でみるみる変わる! (にちぶんMOOK)
- バランスFitエクササイズ（マックス）
- 任天堂「Wii Fit」オフィシャル徹底活用ブック（主婦と生活社）
- しぼるだけダイエット（インベサイド）
- 5秒腹筋おなかヤセ 速ダイエット（わかさ夢ムック）
- 10歳若返る! トウガラシを食べて体をねじるダイエット健康法 (講談社+α新書)

## テレビ出演
- 日本テレビ「世界一受けたい授業」
- 日本テレビ「嵐にしやがれ」
- テレビ朝日「Oh！どや顔サミット」
- 日本テレビ｢心ゆさぶれ！
- テレビ朝日「徹子の部屋」
- NHKテレビ「きれいの魔法」
- NHKテレビ「めざせ！会社の星」
- NHKテレビ「あさイチ」有名パーソナルトレーナー登場！
- 日本テレビ「ミラクル☆シェイプ」
- TBSテレビ｢チェック・ザ・ボディ」
- テレビ東京「NEWS FINE」
- 関西テレビ「ウラマヨ」
- TBSテレビ「筋肉精鋭」（別称：マッスルエリート。筋肉番付の前身番組。）
- フジテレビ 721＋739＋CSHD「筋肉丸」
- テレビ朝日「使える！アイデアハウス」
- NHKテレビ「東京カワイイ☆TV」（美のカリスマ女性モデルのダイエット方法とは！）
- 日本テレビ「DON」カリスマパーソナルトレーナーに聞く
- テレビ東京「レディス4」
- テレビ東京「うひゃうひゃ健康TV」
- テレビ東京「主治医が見つかる診療所」

## 雑誌掲載
- 月刊雑誌「アイアンマン」(IRONMAN)フィットネススポーツ
- 月刊雑誌「月刊ボディビルディング」
- 月刊雑誌「マッスル&フィットネス」（MUSCLE&FITNESS）
- 月刊雑誌「フィットネスジャーナル」（FITNESS JOURNAL）
- 月刊雑誌「ハナコママ」(Hanakoママ)マガジンハウス
- 月刊雑誌「日経ウーマン」（日経WOMAN）
- 月刊雑誌「日経イーダブリュー」（日経EW）
- 月刊雑誌「ボディプラス」（BODY＋）
- 月刊雑誌「ハーパース・バザー」（Harper's Bazaar）
- 月刊雑誌「培倶人」
- 月刊雑誌「月刊ヘアモード」(HAIRMODE)
- 月刊雑誌「ネクスト」（NEXT）クラブビジネスジャパン
- 月刊雑誌「ライブ」（LIVE）クラブビジネスジャパン
- 隔週雑誌「セブンティーン」(SEVENTEEN)
- 隔週雑誌「東京ウォーカー」(Tokyo Walker)
- 隔週雑誌「ターザン」(Tarzan)
- 美容女性雑誌「クレア」(CREA)文藝春秋
- 美容女性雑誌「リー」(LEE)集英社
- 美容女性誌「エル」(ELLE)ハースト婦人画報社 エル・ジャポン
- ビューティ女性雑誌「ヴォーチェ」(VOCE)講談社

## ライブ・コンサート
TUBEライブ2004in横浜スタジアム（曲目：太陽の兄弟）ボディビルダーとしてステージでポージングを披露